# Carr Hill
Carr Hill est une localité anglaise située dans le district métropolitain de Gateshead du Tyne and Wear.